# هنری باکنل
هنری باکنل (انگلیسی: Henry Bucknall; ۴ ژوئیهٔ ۱۸۸۵ – ۱ ژانویهٔ ۱۹۶۲) قایقران روئینگ اهل بریتانیا بود.